# Ken McKenzie Trophy (CHL)
Il Ken McKenzie Trophy è stato un premio annuale assegnato dal 1963 al 1984 dalla Central Hockey League al miglior rookie della stagione regolare selezionato dagli allenatori della CHL. Il trofeo fu chiamato così in ricordo di Ken McKenzie, cofondatore e a lungo presidente di The Hockey News.
Prima del 1977 il trofeo si chiamava semplicemente Rookie of the Year .

## Vincitori
| Rookie of the Year  | Rookie of the Year | Rookie of the Year      |
| Stagione            | Giocatore          | Squadra                 |
| ------------------- | ------------------ | ----------------------- |
| 1963-64             | Garry Peters       | Omaha Knights           |
| 1963-64             | Poul Popiel        | St. Louis Braves        |
| 1964-65             | Mike Walton        | Tulsa Oilers            |
| 1965-66             | Doug Roberts       | Memphis Wings           |
| 1966-67             | Serge Savard       | Houston Apollos         |
| 1967-68             | Jim Lorentz        | Oklahoma C. Blazers     |
| 1968-69             | Steve Atkinson     | Oklahoma C. Blazers     |
| 1969-70             | André Dupont       | Omaha Knights           |
| 1970-71             | Mike Murphy        | Omaha Knights           |
| 1971-72             | Tom Williams       | Omaha Knights           |
| 1972-73             | Mike Veisor        | Dallas Black Hawks      |
| 1973-74             | Claire Alexander   | Oklahoma C. Blazers     |
| 1974-75             | Guy Chouinard      | Omaha Knights           |
| 1975-76             | Brad Gassoff       | Tulsa Oilers            |
| 1976-77             | Bernie Federko     | Kansas City Blues       |
| Ken McKenzie Trophy |                    |                         |
| Stagione            | Giocatore          | Squadra                 |
| 1977-78             | Glen Hanlon        | Tulsa Oilers            |
| 1978-79             | Mike Eaves         | Oklahoma C. Stars       |
| 1979-80             | Joe Mullen         | Salt Lake Golden Eagles |
| 1980-81             | Roland Melanson    | Indianapolis Checkers   |
| 1981-82             | Bob Francis        | Oklahoma C. Stars       |
| 1982-83             | Larry Floyd        | Wichita Wind            |
| 1983-84             | Scott MacLeod      | Salt Lake Golden Eagles |